# British and Irish Lions
De British and Irish Lions is een invitatieteam van rugbyspelers. Voor het team komen de beste spelers van Engeland, Schotland, Wales en Ierland in aanmerking. Voor de spelers is selectie voor de Lions een grote eer, vaak nog groter dan een plaats in hun nationale team.
Het team speelt geen competitie, maar gaat regelmatig op tournee op het zuidelijk halfrond, naar een van de sterke rugbylanden Zuid-Afrika, Australië en Nieuw-Zeeland. Meestal bestaat een toer uit wedstrijden tegen sterke lokale teams en drie tests tegen het gastland.

## Lions-tournees en aanvoerders
- 1950 Australië & Nieuw-Zeeland (Karl Mullen - Ierland)
- 1955 Zuid-Afrika (Robin Thompson - Ierland)
- 1959 Australië & Nieuw-Zeeland (Ronnie Dawson - Ierland)
- 1962 Zuid-Afrika (Arthur Smith - Schotland)
- 1966 Australië & Nieuw-Zeeland (Mike Campbell-Lamerton - Schotland)
- 1968 Zuid-Afrika (Tom Kiernan - Ierland)
- 1971 Nieuw-Zeeland (John Dawes - Wales)
- 1974 Zuid-Afrika (Willie John McBride - Ierland)
- 1977 Nieuw-Zeeland (Phil Bennett - Wales)
- 1980 Zuid-Afrika (Bill Beaumont - Engeland)
- 1983 Nieuw-Zeeland (Ciaran Fitzgerald - Ierland)
- 1989 Australië (Finlay Calder - Schotland)
- 1993 Nieuw-Zeeland (Gavin Hastings - Schotland)
- 1997 Zuid-Afrika (Martin Johnson - Engeland)
- 2001 Australië (Martin Johnson - Engeland)
- 2005 Nieuw-Zeeland (Brian O'Driscoll - Ierland)
- 2009 Zuid-Afrika (Paul O'Connell - Ierland)
- 2013 Australië (Sam Warburton - Wales)
- 2017 Nieuw-Zeeland (Peter O'Mahony - Ierland)
- 2021 Zuid-Afrika (Alun Wyn Jones - Wales)
- 2025 Australië (Maro Itoje - Engeland)